# Gwendoline Riley
Gwendoline Riley (Londra, 1979) è una scrittrice britannica.

## Biografia
Nata a Londra, ha studiato letteratura inglese presso la Manchester Metropolitan University e, prima di guadagnarsi la vita grazie ai suoi libri, ha lavorato come cameriera in un bar di Manchester e come redattrice della rivista City Life. 
Il suo primo libro, Carmel, è stato segnalato dal quotidiano britannico The Guardian tra i cinque migliori romanzi d'esordio del 2002 e ha vinto il Betty Trask Award. 
Successivamente, la Riley ha pubblicato i romanzi Sick Notes (2004) e Joshua Spassky (2007, grazie al quale ha vinto il Somerset Maugham Award), Posizioni opposte (2012), la raccolta di racconti Tuesday Nights and Wednesday Mornings: A Novella and Stories (2004) e Primo amore (2017).
Mentre i romanzi Cold water e Sick Notes si svolgono a Manchester, Joshua Spassky e Posizioni opposte sono ambientati negli Stati Uniti, dove l'autrice ha trascorso lunghi periodi. 
Nel 2017, con First Love, ha vinto il Geoffrey Faber Memorial Prize (Narrativa).
Nel 2018 è stata eletta membra della Royal Society of Literature.

## Opere
- Carmel (Cold Water, 2002), Roma, Fazi, 2003 traduzione di Federica Bigotti ISBN 88-8112-414-9.
- Sick notes (Sick Notes, 2004), Roma, Lain, 2005 traduzione di Federica Bigotti ISBN 88-7625-003-4.
- Tuesday Nights and Wednesday Mornings: A Novella and Stories (2004) inedito in Italia
- Joshua Spassky (2007) inedito in Italia
- Posizioni opposte (Opposed Positions), Roma, Elliot, 2012 traduzione di Federica Bigotti ISBN 978-88-6192-270-9.
- Primo amore (First Love, 2017), Milano, Bompiani, 2018 traduzione di Tommaso Pincio ISBN 978-88-452-9479-2.
- I miei fantasmi (My Phantoms, 2021), Milano, Bompiani, 2023, traduzione di Tommaso Pincio ISBN 978-88-301-0943-8.